# Фукусайдзи
Фукусайдзи (яп. 福済寺) — буддийский храмовой комплекс школы Обаку, течения дзэн в Нагасаки, в Японии. Один из четырех буддийских «монастырей счастья» Нагасаки.

## История
Храмовой комплекс Фукусайдзи был основан в Нагасаки китайскими монахами из провинции Фуцзянь в 1628 году. В 1650 году в монастыре была поставлена статуя бодхисатвы Каннон.
Храмовой комплекс был уничтожен во время атомной бомбардировки города 9 августа 1945 года.
В 1979 году монастырь Фукусайдзи был восстановлен. Новый храм был построен в память о жертвах атомной бомбардировки Нагасаки. Храмовой колокол звонит ежедневно в 11:02 (точное время взрыва атомной бомбы).
По форме храм-мавзолей похож на гигантскую черепаху, на спине у которой была поставлена большая белая статуя бодхисатвы Каннон из алюминиевого сплава высотой 18 метров и весом в 35 тонн.
Внутри статуи находится 25-метровый маятник Фуко, который размахивает над останками 16 500 японских погибших во время Второй мировой войны.